# تيري وودز
تيري وودز (بالإنجليزية: Terry Woods) هو موسيقي بريطاني، ولد في 4 ديسمبر 1947 في دبلن في جمهورية أيرلندا.

## وصلات خارجية
- تيري وودز على موقع ميوزك برينز (الإنجليزية)
- تيري وودز على موقع أول ميوزيك (الإنجليزية)
- تيري وودز على موقع ديسكوغز (الإنجليزية)